# 6e Legerkorps (Wehrmacht)
Het Duitse 6e Legerkorps (Duits: 6. Armeekorps) was een Duits legerkorps van de Wehrmacht tijdens de Tweede Wereldoorlog. In het begin van de oorlog vocht het korps aan het westelijke front, maar nadien werd het naar het oostfront verplaatst. Op het einde van de oorlog werd het korps in Oost-Pruisen vernietigd.

## Krijgsgeschiedenis
Het 6e Legerkorps werd gevormd in oktober 1934 uit de Reichswehr. Het korps nam deel aan de invasie van Sudetenland.

### Slag om Frankrijk
Bij het begin van de Tweede Wereldoorlog behoorde het korps tot het 5e Leger en was belast met de bewaking van de Duits-Belgische grens. In november 1939 verplaatste het korps zich naar het zuiden en als onderdeel van het 12e Leger was het gelegerd rond Trier. Tijdens de inval in België rukte het 6e Korps, bestaande uit twee infanteriedivisies, op in het spoor van de Duitse pantserkorpsen van generaal Von Kleist. Ze staken de Maas over en beschermden de flanken en achterhoede van de Duitse pantserdivisies. In het tweede deel van de veldtocht werd het korps toegevoegd aan het 2e Leger. De divisies staken de Aisne over en rukten op in de richting van Nevers.
Na de Slag om Frankrijk bleef het 6e Korps als bezettingsmacht in Frankrijk aan de Atlantische kust. In maart 1941 werd het korps verplaatst naar Polen en toegevoegd aan het 9e Leger.

### Operatie Barbarossa
Tijdens Operatie Barbarossa, de inval in de Sovjet-Unie, vormde het 6e Korps de noordelijke vleugel van het 9e Leger. Het korps vocht bij Minsk, Smolensk en bereikte ten slotte Kalinin. Gedurende de aanval op Moskou beschermden de drie divisie van het 6de korps de flank en achterhoede van Pantsergroep 3. Tijdens het Kalininoffensief was het korps verplicht om zich terug te trekken. Op 1 januari 1942 bereikten ze Rzhev, waar ze standhielden tegen de aanvallen van het Kalininfront.
Ondanks verschillende pogingen van het Kalininfront om de Rzhev saillant te vernietigen, hield het 6e Korps stand. Ze sloegen het Eerste Rzjev-Vjazmaoffensief (8 januari 1942 tot 20 april) af. Terwijl het 27e Korps tijden operatie Seydlitz in mei 1942 een deel van de doorgebroken Sovjetlegers vernietigde, maakte het 6e Korps van de adempauze gebruik om zijn stellingen te versterken. Op 30 juli 1942 begon het Eerste Rzjev-Sytsjovkaoffensief (30 juli 1942 tot 1 oktober 1942) tegen het 6e Korps. In oktober 1942 namen de gevechten af, maar op 25 november 1942 zette generaal Zjoekov het Tweede Rzjev-Vjazmaoffensief in. Ook deze aanval werd met zware verliezen afgeslagen en op 21 december 1942 staakten het Kalininfront en het Westelijke Front hun pogingen om een doorbraak te forceren.
In maart 1943 ontruimde het 9e Leger de Rzhev-saillant. Vanaf augustus 1943 tot oktober 1943 trok het 6e Korps zich geleidelijk terug naar Vitebsk, waar het de noordelijke flank van het 3e Pantserleger vormde. Vanaf oktober 1943 begon het korps zich in te graven rond Vitebsk, dat werd uitgeroepen tot vestingstad.

### Operatie Bagaration
Op 22 juni 1944 barstte Operatie Bagration los. Het 5e Gardeleger en het 39e Leger vielen de stellingen van het 6e Korps aan. De aanvallers sloegen twee bressen in de verdediging en ze liepen de Duitsers onder de voet. De vier infanteriedivisies van het 6e Korps begonnen zich terug te trekken. De terugtocht ontaarde in een vlucht. De commandant van het 6e Korps en twee van de vier divisiecommandanten sneuvelden. Een andere divisiecommandant werd gevangengenomen. Het korps werd omsingeld nabij Minsk en volledig vernietigd. Een handvol eenheden ontsnapte naar het westen.
Op 11 augustus werden verschillende kampfgruppen en de restanten van de 50e Infanteriedivisie samengevoegd en ze vormden het 6e Korps, dat onderdeel werd van het 4e Leger. Het korps kreeg een relatief rustige sector in Oost-Pruisen. Op 14 maart 1945 begonnen de Sovjetlegers met de verovering van Oost-Pruisen. Het 48ste leger brak door de verdediging en dreef het korps naar de Oostzeekust. Eind maart 1945 werd het korps vernietigd in de Heiligenbeil-pocket. Het hoofdkwartier werd geëvacueerd naar de Friese Haft. Op 8 mei 1945 gaf het hoofdkwartier zich over.

## Commandanten
| Rang                       | Naam                 | Begin            | Eind             |
| -------------------------- | -------------------- | ---------------- | ---------------- |
| Luitenant-generaal         | Günther von Kluge    | 1 oktober 1934   | 24 november 1938 |
| Generaal der Genie-troepen | Otto-Wilhelm Förster | 24 november 1938 | 1 januari 1942   |
| Generaal der Infanterie    | Bruno Bieler         | 1 januari 1942   | 30 oktober 1942  |
| Luitenant-generaal         | Hans Jordan          | 1 november 1942  | 31 december 1942 |
| Generaal der Infanterie    | Hans Jordan          | 1 januari 1943   | 20 mei 1944      |
| Generaal der Artillerie    | Georg Pfeiffer       | 20 mei 1944      | 28 juni 1944     |
| Generaal der Infanterie    | Horst Großmann       | 11 augustus 1944 | 8 mei 1945       |

Luitenant-generaal Jordan werd benoemd tot tijdelijke bevelhebber van het korps. Bij zijn bevordering tot generaal kreeg hij het definitieve commando. Generaal Pfeiffer werd op 28 juni 1944 gedood bij een luchtaanval op zijn hoofdkwartier nabij Mogilev.